# 圣伊莱尔德里耶
圣伊莱尔德里耶（法語：Saint-Hilaire-de-Riez，法語發音：[sɛ̃.t‿ilɛʁ də ʁje]）是法国卢瓦尔河地区大区旺代省的一个市镇，位于该省西部，属于莱萨布勒多洛讷区。

## 地理
圣伊莱尔德里耶（46°43'16"N, 1°56'44"W）面积48.85 平方千米，位于法国卢瓦尔河地区大区旺代省，该省份为法国西部沿海省份，北起大西洋卢瓦尔省和曼恩-卢瓦尔省，西临大西洋，南至滨海夏朗德省，东部及东南部与德塞夫勒省接壤。
与圣伊莱尔德里耶接壤的市镇（或旧市镇、城区）包括：勒弗努耶、勒佩里耶、里耶圣母镇、圣吉勒-克鲁瓦德维、圣让德蒙、苏朗。

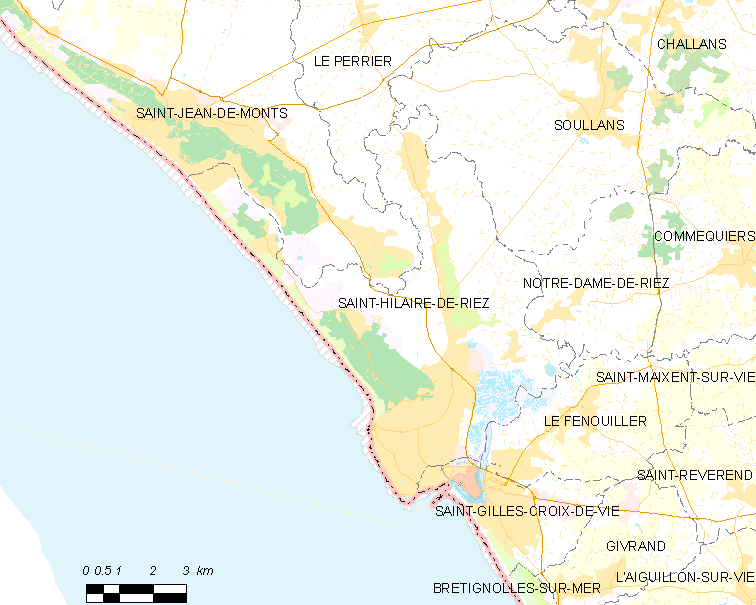
圣伊莱尔德里耶的OSM定位图

圣伊莱尔德里耶的时区为UTC+01:00、UTC+02:00（夏令时）。

## 行政
圣伊莱尔德里耶的邮政编码为85270，INSEE市镇编码为85226。

## 政治
圣伊莱尔德里耶所属的省级选区为圣伊莱尔德里耶县。

## 人口

1962-2008年间圣伊莱尔德里耶人口变化图示

圣伊莱尔德里耶于2022年1月1日时的人口数量为12923人。